# Sundhedsfaglig person
En sundhedsfaglig person er en person som kan behandle og rådgive på baggrund af en sundhedsfaglig uddannelse, træning eller erfaring. Sundhedsfaglige personer kan både være uddannede indenfor den offentlige sektor og den private sektor. Ligeledes kan sundhedsfaglige personer udøve deres fag i henholdsvis begge sektorer. Tandlæger, fysioterapeuter, læger, zoneterapeuter, sygeplejersker, massører og jordemødre er eksempler på sundhedsfaglige folk.
| Lægevidenskab | Spire Denne artikel om lægevidenskab er en spire som bør udbygges. Du er velkommen til at hjælpe Wikipedia ved at udvide den. |